# Аймак (село)
Айма́к (каз. Аймақ) — село у складі Тайиншинського району Північноказахстанської області Казахстану. Входить до складу Амандицького сільського округу.
Населення — 383 особи (2021; 594 у 2009, 724 у 1999, 826 у 1989).
Національний склад станом на 1989 рік:
- казахи — 49 %
- німці — 25 %.

До 2006 року село називалось Октябрське.